# 朱光宗
朱光宗，商邱人，是一名清朝政治人物。拔贡出身。
朱光宗曾于康熙元年(1662年)接替高攀龙任建宁府知府一职，康熙五年(1666年)由孙裔昌接任。